# Parochetus
Parochetus (лат.) — род растений подсемейства мотыльковые (Faboideae) семейства бобовые. В состав рода входят два вида. Естественный ареал — Африка и Азия.

## Ботаническое описание

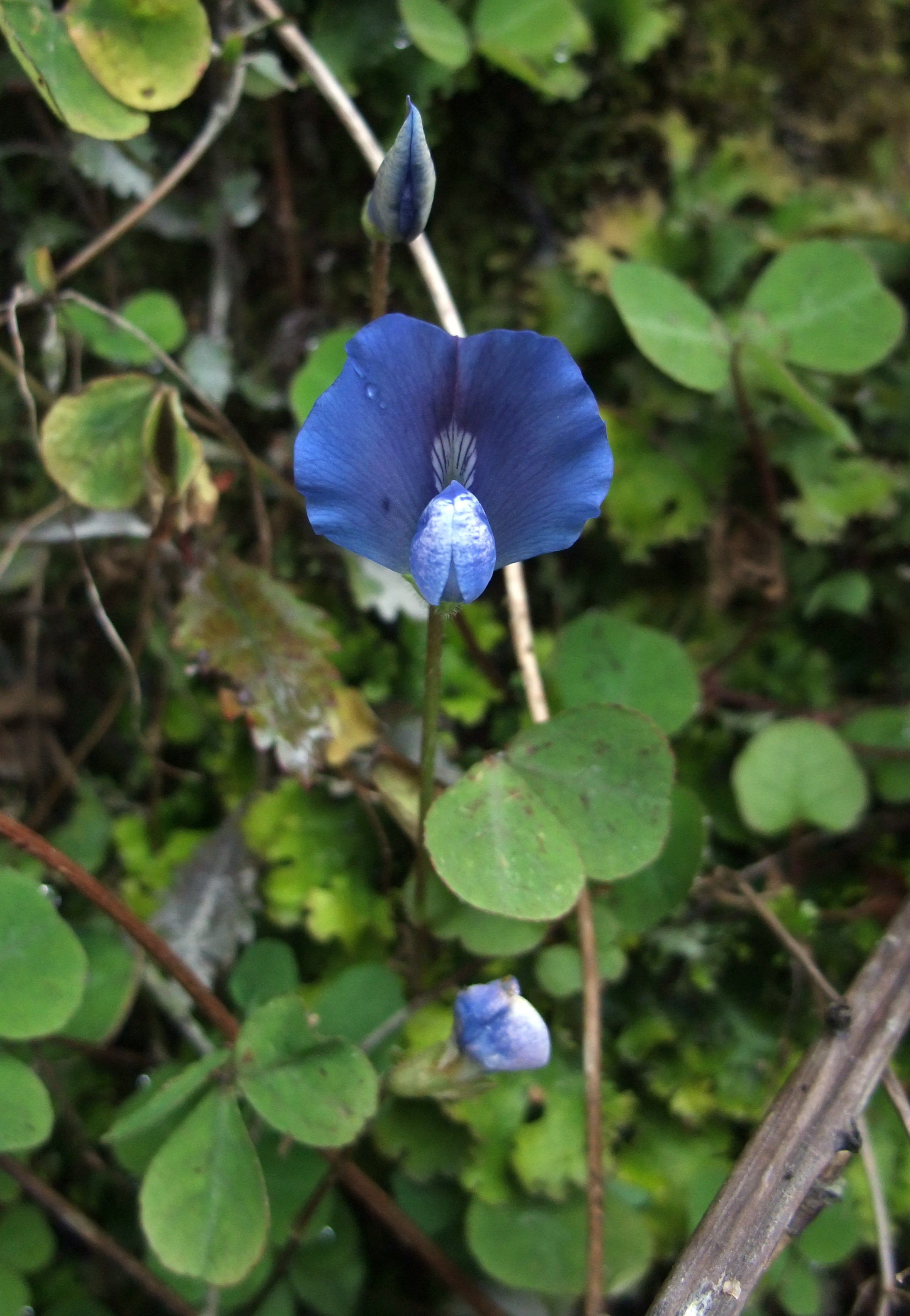
Parochetus communis NZ

Оба вида многолетние травянистые растения. Стебли от распростёртых до восходящих. Иногда они укореняются в узлах (узелки), а иногда образуют клубни.
Очерёдные и спирально расположенные стеблевые листья длинночерешковые и трехраздельные. Имеют цельные или зубчатые листочки, обратнояйцевидно-сердцевидные с узким или широким клиновидным основанием. Два стебля свободны или сросшиеся с черешками у их основания.
Стебли соцветий прямостоячие или отгибаются назад, когда созревают плоды. Цветки одиночные или трехцветковые в боковых, зонтиковидных соцветиях. Цветочные стебли возвышаются над прицветниками. Гермафродитные цветки зигоморфны и имеют пять зубцов. Из пяти сросшихся чашелистиков два верхних сросшиеся почти по всей длине. Пять преимущественно голубых, редко белых лепестков не сросшиеся с тычинками. Лопатчатый или удлиненный плюмаж перистый. Оба крыла серповидно-удлинённые и рогатые. Широко треугольно-серповидная форма прохода короче, чем крылья. Имеется десять тычинок. В единственном безволосом карпеле содержится множество яйцеклеток.
Продолговато-яйцевидный бобовик длиннее чашечки и содержит много семян. Коричневые, почковидные семена часто точечные и имеют боковой, маленький, круглый бугорок.

## Распространение и экология
Вид Parochetus africanus распространён в восточной Африке (Замбия, Бурунди, Республика Конго, Кения, Руанда, Танзания, Уганда и Эфиопия),  а Parochetus communis — в центральной и южной Азии (Бутан, Непал, Индия, Шри-Ланка, северный Таиланд, Малайзия, Мьянма, Китай и Вьетнам).
Произрастает в Гималаях и других горных системах Азии вплоть до Явы, а также в горах тропической Африки. В Африке растёт во влажных, тенистых местах на лесной подстилке или по берегам ручьев и рек на высоте 1500-2000 метров. В Китае он растёт на высоте 1 800-3 000 метров.

## Систематика
Впервые род был описан в 1825 году шотландским географом Фрэнсисом Бьюкенен-Гамильтоном. Типовой вид — Parochetus communis. Ботаническое название рода Parochetus состоит из греческих слов para — «рядом» и ochetós — «канава, сточная канава, канал», к чему это относится Бьюкенен-Гамильтон не упоминает.
Род включает два вида:
- Parochetus africanus Polhill
- Parochetus communis Buch.-Ham. ex D. Don. Вид иногда называют голубым оксалисом, клевером-бабочкой или голубым клевером и иногда используют в качестве декоративного почвопокровного растения.

Число хромосом равно 2n = 16.